# 史蒂芬島
史蒂芬島（英語：Stephen Island）是南極洲的島嶼，位於瑪麗伯德地，處於尼克森冰架西面，長7公里，美國地質調查局根據測量和美國海軍拍攝的空中照片繪入地圖，現時由南極條約體系管理。